# جاکومو والنتینی
جاکومو والنتینی (انگلیسی: Giacomo Valentini؛ زادهٔ ۱۶ مهٔ ۱۹۱۱) بازیکن فوتبال اهل ایتالیا است.
از باشگاه‌هایی که در آن بازی کرده‌است می‌توان به باشگاه فوتبال آ.اس. رم اشاره کرد.